# Pareerkaars van het Heilig Bloed
De pareerkaars van het Heilig Bloed (1504-1506) is een laatgotisch beeldhouwwerk uit gepolychromeerd hout waarvan de maker onbekend is. Het werk werd in 2007 aangekocht door de Koning Boudewijnstichting via zijn Erfgoedfonds en werd in bruikleen toevertrouwd aan de Basiliek van het Heilig Bloed te Brugge.

## Context
Jaarlijks werden er in Brugge tijdens de Heilige Bloedprocessie, een eeuwenoud gebeuren waaraan de hele stad deelnam, beelden rondgedragen door stad. Waaronder ook de pareerkaars van het Heilig Bloed die gedurende meer dan twee eeuwen rondgedragen werd. De pareerkaars werd ontworpen in opdracht van de Edele Confrérie van het Heilig Bloed. In 1750 werd de kaars opgeborgen waarna deze verdween op het einde van de 18e eeuw om in 2007 weer op te duiken op een Britse kunstmarkt. De verdwijning was wellicht ten gevolge van de Franse Revolutie en de negatieve impact die deze gebeurtenis had op het religieus erfgoed.
Het kunststuk heeft een diameter van 64 cm. Eigenlijk is het slechts een deel van de pareerkaars die bestond uit een versierde houten staf waarop een grote kaars werd geplaatst. De sculptuur is het ornament: een gebeeldhouwd tafereel waarop een kaarshouder bevestigd was. Het volledig polychrome beeldhouwwerk stelt de Patriarch van Jeruzalem voor op het moment dat hij, na de tweede kruistocht in 1550 de relikwie van het heilig bloed overhandigt aan Diederik van den Elzas, de graaf van Vlaanderen. Rondom het tafereel zijn er gevlochten takken, deze verwijzen zowel naar de doornenkroon van Christus als naar de wapens van Oostenrijk, Jeruzalem en het oude Vlaanderen. Oorspronkelijk was ook een pelikaan met zijn jongeren afgebeeld aan de voeten van de patriarch. Deze verdwenen elementen stonden symbool voor de zelfopoffering en refereerden zo ook aan Christus en het Heilig Bloed.
Sinds 2009 staat de Heilig Bloedprocessie ingeschreven op de lijst van het immaterieel cultureel werelderfgoed van de UNESCO. Heden ten dage wordt tijdens de processie een kopie van de pareerkaars rondgedragen vanwege de kostbaarheid van het stuk.